# Bellicourt
Bellicourt és un municipi francès del departament de l'Aisne, als Alts de França.
Forma part de la Communauté de communes du Pays du Vermandois.

## Geografia

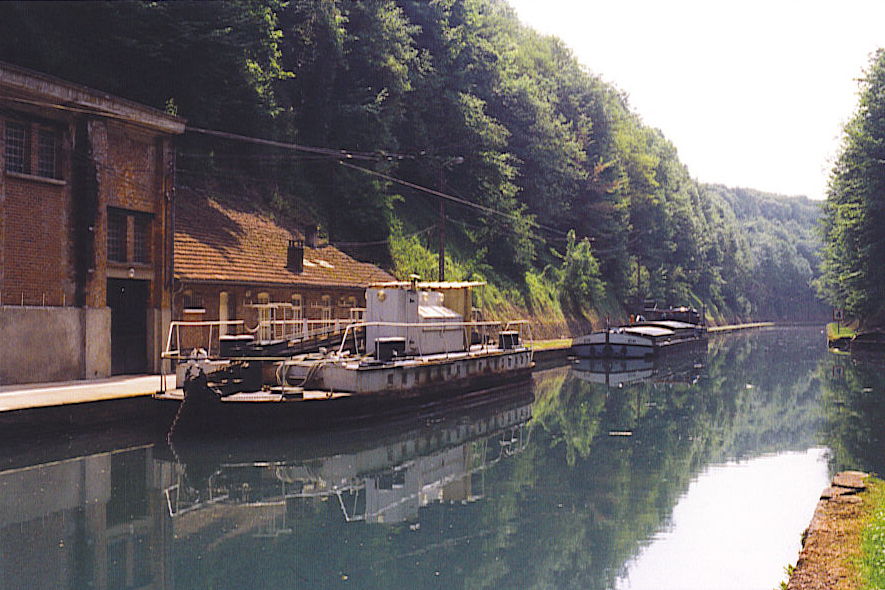
El canal a Riqueval, llogaret de Bellicourt

Bellicourt es troba a la carretera RD 1044, entre Cambrai i Saint-Quentin, d'on està a 13 quilòmetres i sota el principal túnel del canal de Saint-Quentin.

## Administració
Des de 2001, l'alcalde és en Marcel Leclere.

## Demografia
- 1962: 609 habitants.
- 1975: 607 habitants.
- 1990: 664 habitants.
- 1999: 680 habitants.
- 2007: 644 habitants.
- 2008: 638 habitants.[1]

## Llocs i monuments

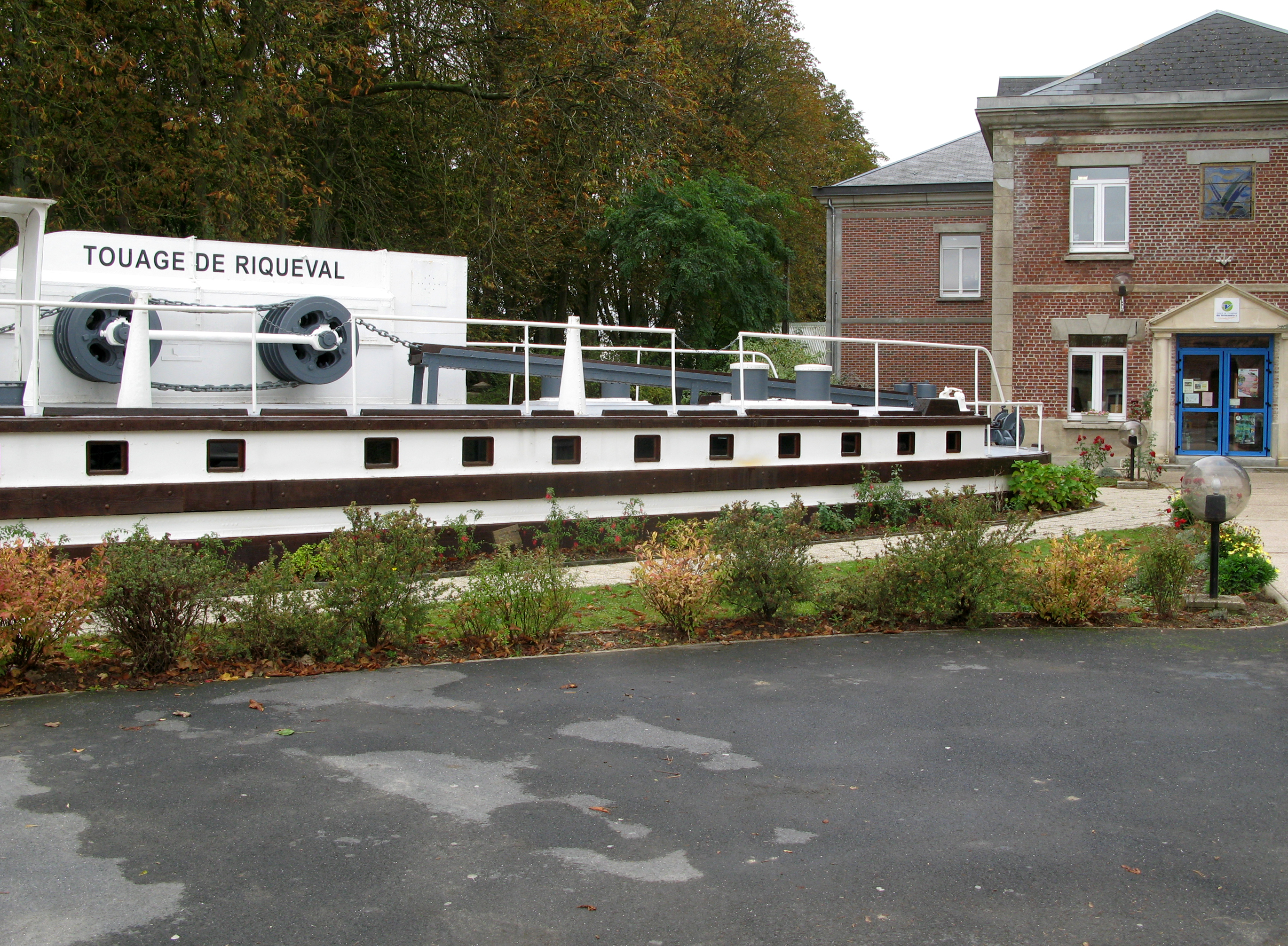
El toueur abriga el petit Musée du touage a l'esquerra de l'Ofici de turisme del Vermandois.

- Museu del touage,[2][3] instal·lat dins l'antic remolc vaixell visible a l'entrada de l'Ofici de Turisme del Vermandois. A allà mateix, un sender baixa fins al canal i permet veure l'entrada del túnel.